# Yaxe
Yaxe es una localidad del estado de Oaxaca en del suroeste de México. Es la cabecera del municipio de Yaxe. Es parte del Distrito de Ocotlán en el del sur de la región Valles Centrales. El nombre Yaxe significa "Elote Verde" en lenguas zapotecas.
El municipio cubre un área de 65.07 km² en una altitud de 1,500 metros sobre el nivel de mar. El municipio tiene un clima  templado o fresco. La tierra es delgada, de origen volcánico, diverso pero dominado por paisajes semidesérticos. 
La flora y fauna son cada vez más escasas debido a diversos depredadores. En los cerros allí son algunos conejos, opossums y skunks, y coyotes ocasionales. 
Hay varias especie de los pájaros salvajes que incluyen palomos, hawks, mockingbirds y hummingbird. Es común de encontrar rattlesnakes, culebras de coral y algún iguanas en las partes más bajas.
De acuerdo al censo de 2020, el municipio tuvo 828 viviendas particulares habitadas con una población total de 2,954 habitantes. La población está declinando debido a migración a otras partes del país y a los Estados Unidos. Alberga típicamente tener suciedad o pisos de cemento, adobe o paredes de ladrillo rojo y metal de hoja, azulejo o concreto slab techos. La agricultura es una de las actividades más importantes en el municipio, creciendo maíz, alubias y frutas. La actividad económica dominante es la industria minera, explotando depósitos de plata y ventaja.